# 菊地康二
菊地 康二（きくち こうじ、1956年7月3日 - ）は、日本の俳優。東京都出身。宝井プロジェクト所属。血液型はA型。

## 出演

### テレビドラマ
NHK総合
- 翔ぶ男
- 新・腕におぼえあり
- こころ 和装手拭屋 佐藤 役
- 夢みる葡萄 高校教頭 役（セミレギュラー）
- 瞳
- 天地人

TBS
- 先生知らないの?
- 金曜日の恋人たちへ
- サラリーマン金太郎（パート2） ビルのオーナー 役
- 水戸黄門　甚六 役
- タイガー＆ドラゴン 第2話（2005年4月22日） - 落語家B 役

フジテレビ
- はるちゃん（パート4、第31話、第32話） 中塚 役
- 真珠夫人 木下 役

テレビ朝日
- 警視庁女性捜査班 野口勝 役
- 家政婦は見た!（パート21） 野川鉄夫 役
- 五星戦隊ダイレンジャー　男役
- 忍者戦隊カクレンジャー　ラーメン屋 役
- びんぼう同心御用帳 第9話「夢の続き」（1998年） - 政 役

日本テレビ
- お熱いのがお好き?

### 映画
- 菊次郎の夏（1999年、北野武監督） - 旅の途中で出会う人達 役

### ウェブドラマ
- Jimmy〜アホみたいなホンマの話〜（2018年7月、Netflix） - 花紀京 役

### CM
- プロミス（三田あいりと共演）